# Didier-Claude Rod
Didier-Claude Rod (ur. 7 czerwca 1950 w Poissy) – francuski polityk i lekarz, działacz partii Zielonych, eurodeputowany w latach 1999–2004.

## Życiorys
Studiował na uniwersytecie przy szpitalu Salpêtrière. W 1980 został doktorem medycyny, podjął praktykę w tym zawodzie.
Działalność partyjną rozpoczął w 1969, przystępując do Zjednoczonej Partii Socjalistycznej. Był liderem organizacji studenckiej tej partii, a od 1977 członkiem krajowego kierownictwa. W 1986 wszedł w skład sekretariatu krajowego PSU. W 1992 przystąpił do Zielonych, w latach 1994–1997 był rzecznikiem tego ugrupowania w regionie Île-de-France.
W wyborach w 1999 uzyskał mandat posła do Parlamentu Europejskiego V kadencji. Należał do frakcji Zielonych i Wolnego Sojuszu Europejskiego. Pracował m.in. w Komisji Wolności i Praw Obywatelskich, Sprawiedliwości i Spraw Wewnętrznych. W PE zasiadał do 2004.
Pozostał aktywnym działaczem partyjnym, m.in. jako przedstawiciel swojego ugrupowania w Europejskiej Partii Zielonych. W 2007 wybrany na prezesa stowarzyszenia Lauragais Nature, działającego na rzecz ochrony środowiska.